# Атту
Атту (алеут. Atan, рос. Атту, англ. Attu Island) — острів у групі Ближніх островів (частина Алеутських острови). 
Це найзахідніша точка американського штату Аляска. 
Острів став ненаселеним у 2010 році, що робить його найбільшим ненаселеним островом, який політично входить до складу США
.
В архіпелазі Алеутських островів безпосередньо на захід від Атту знаходяться російські Командорські острови, розташовані за 335 км від нього (і по інший бік Міжнародної лінії датування). 
Атту знаходиться на відстані майже 1800 км від материкової частини Аляски і 1210 км на північний схід від найпівнічнішого з російських Курильських островів, а також за 2400 км від Анкориджа; 3200 км від столиці Аляски Джуно та 7797 км від Нью-Йорка. 
Острів Атту має розміри 32 на 56 км і площу 893 км², що робить його 23-м у списку найбільших островів Сполучених Штатів.
Станція Атту, колишня станція LORAN берегової охорони, має координати, що робить її однією з найзахідніших точок Сполучених Штатів відносно решти території країни. 
(Технічно він знаходиться у Східній півкулі, будучи на протилежному боці лінії 180° довготи від прилеглих 48 штатів, і, таким чином, також може вважатися однією з найсхідніших точок країни (другий Алеутський острів, острів Семисопочний, що знаходиться на 179°46′ східної довготи, є найсхіднішою точкою Сполучених Штатів за цим визначенням). 
Однак для цілей календарної дати Міжнародна лінія зміни дат проходить на захід від острова Атту, що робить його найзахіднішим місцем у Сполучених Штатах з такою ж датою.
Хоча острів Атту є найзахіднішою частиною суші на схід від Міжнародної лінії датування, його часовий пояс такий самий, як і в інших західних Алеутських островах — UTC-10, а це означає, що на південно-південному сході (наприклад, ненаселені острови Бейкер і Гауленд в UTC-12, а також Ніуе, атол Мідвей і Американське Самоа в UTC -11) годинники показують більш ранній час.
Населення за переписом 2010 року становило 20 осіб, і всі вони проживали на станції Атту, хоча пізніше того ж року всі мешканці покинули острів, коли станція була закрита. 
Після цього він став найбільшим ненаселеним островом у Сполучених Штатах.
Битва за Атту була єдиною сухопутною битвою Другої світової війни, що відбулася на території, яка зараз є частиною Сполучених Штатів
. 
Місце битви є національною історичною пам'яткою США. 
У 1982 році єдиними значними деревами на острові були ті, що були посаджені американськими солдатами біля каплиці, побудованої після битви 1943 року, коли закінчилася японська окупація;

з тих пір вони зникли
.

## Історія
Атту — назва острова унанганською (алеутською) мовою. 
Дослідження великої кількості археологічних пам'яток на острові дозволяє припустити, що доконтактне населення становило від 2 000 до 5 000 унанганів (алеутів)
.
Атту, будучи найближчим з Алеутських островів до Камчатки, був першим з островів, які почали освоювати російські торговці. 
Російський дослідник Олексій Чириков назвав острів Святим Теодором в 1742 році.
 
Росіяни залишалися на острові кілька років поспіль, щоб полювати на морських видр. 
Росіяни часто вступали в сутички з місцевим народом унанганів. 
Після першої хвилі торговців європейські кораблі здебільшого оминали Атту. 

### ІІ світова війна
У 1942 році Атту був окупований японськими військами в ході операції Мідуей. 
11 травня 1943 року війська США атакували Атту, намагаючись витіснити японських солдатів з острова. 
Бойові дії тривали близько півмісяця, причому японці страждали від серйозної нестачі матеріальних засобів. 
Японський командувач острова полковник Ясуйо Ямасакі і 2638 солдатів загинули, лише 27 солдатів потрапили в полон. 
Втрати американських військ склали близько 600 загиблих і 1200 поранених. .
Ця битва була першою, в якій японці практикували «ґьокусай» (масове самогубство). Свою останню ручну гранату вони застосували проти себе, а не проти ворога, щоб не дати їм тріумфу, зробивши їх військовополоненими 
.
У 2008 році місце битви було визнано меморіальним місцем як Національний пам’ятник Другої світової війни Алеутських островів.

## Клімат
Згідно системи класифікації клімату Кеппена, Атту має субполярний океанічний клімат (Cfc; Dfc, якщо використовується ізотерма 0 °C), який щільно межує з кліматом тундри (ET). 
Погода на Атту зазвичай хмарна, дощова і туманна. 
Іноді бувають сильні вітри. 
П’ять-шість днів на тиждень, ймовірно, будуть дощовими, а ясних днів на рік буває лише вісім-десять. 
В інший час, навіть якщо дощ не йде, туман різної щільності є скоріше правилом, ніж винятком.
Річна кількість опадів та інших опадів становить 990 — 1240 мм, причому найсильніші дощі випадають восени та на початку зими. 
Через сильний вплив океану клімат Атту надзвичайно м’який для його широти: літо набагато прохолодніше, а зима набагато тепліша, ніж у більш континентальних місцях.
| Клімат Атту    | Клімат Атту | Клімат Атту | Клімат Атту | Клімат Атту | Клімат Атту | Клімат Атту | Клімат Атту | Клімат Атту | Клімат Атту | Клімат Атту | Клімат Атту | Клімат Атту | Клімат Атту |
| Показник       | Січ.        | Лют.        | Бер.        | Квіт.       | Трав.       | Черв.       | Лип.        | Серп.       | Вер.        | Жовт.       | Лист.       | Груд.       |             |
| Днів з опадами | 16,4        | 15,4        | 16,2        | 13,4        | 11,1        | 9,7         | 11,6        | 14,3        | 15,7        | 18,4        | 16,7        | 15,1        | 174,0       |
| Днів зі снігом | 10,3        | 13,0        | 8,8         | 3,1         | 0,3         | 0,0         | 0,0         | 0,0         | 0,0         | 0,6         | 5,7         | 8,0         | 49,8        |
| -------------- | ----------- | ----------- | ----------- | ----------- | ----------- | ----------- | ----------- | ----------- | ----------- | ----------- | ----------- | ----------- | ----------- |